# Pavel Golyšev
Pavel Sergeevič Golyšev (in russo Павел Сергеевич Голышев?, traslitterazione anglosassone: Pavel Sergeyevich Golyshev; Mosca, 7 luglio 1987) è un calciatore russo, centrocampista del Medialiga.

## Biografia
Ha un fratello, Dmitri, ex calciatore professionista.